# يو إس إس نيوجيرسي (بي بي-62)
يو إس إس نيوجيرسي هي بارجة تابعة للبحرية الأمريكية سميت على اسم ولاية نيوجيرسي، شاركت في عدة حروب من ضمها الحرب العالمية الثانية، الحرب الكورية والحرب الأهلية اللبنانية وهي الأن متحف منذ 15 أكتوبر 2001.